# Pantone 448 C
Pantone 448 C je odstín fádní tmavě hnědé barvy ze systému Pantone, kterou v roce 2012 vybralo Australské ministerstvo zdravotnictví v marketingovém průzkumu jako „nejodpudivější barvu světa“ asociovanou s dehtem, špínou a smrtí, pro použití na prostých obalech tabákových výrobků, hlavně krabičkách cigaret. Ty jsou podle zákona z roku 2011 výrobci povinni opatřit pouze nevýrazným nápisem s názvem značky bez grafických prvků respektive pouze s varováním. Vláda barvu označovala jako „olivově zelenou“, vůči čemuž se ohradila australská asociace pěstitelů oliv. Pantone vydalo prohlášení, že žádný odstín není nejošklivější, a že ke každému přistupují stejně a magazín Cosmopolitan vyzdvihl zemitost a eleganci odstínu v přírodě, na oblečení a na nábytku.
Podle průzkumu se mezi lety 2012–2015 snížil počet kuřáků v Austrálii o 400 tisíc, z toho 100 tisíc lidí měl odradit nový design krabiček. V následujících několika letech další země přijaly zákon ohledně nezdobných krabiček v této barvě, mezi nimi například Francie, Spojené království, Irsko, Izrael, Norsko, Nový Zéland, Slovinsko, Saúdská Arábie, Uruguay, Thajsko, Turecko, Belgie nebo Nizozemsko.